# Gorges de Régalon

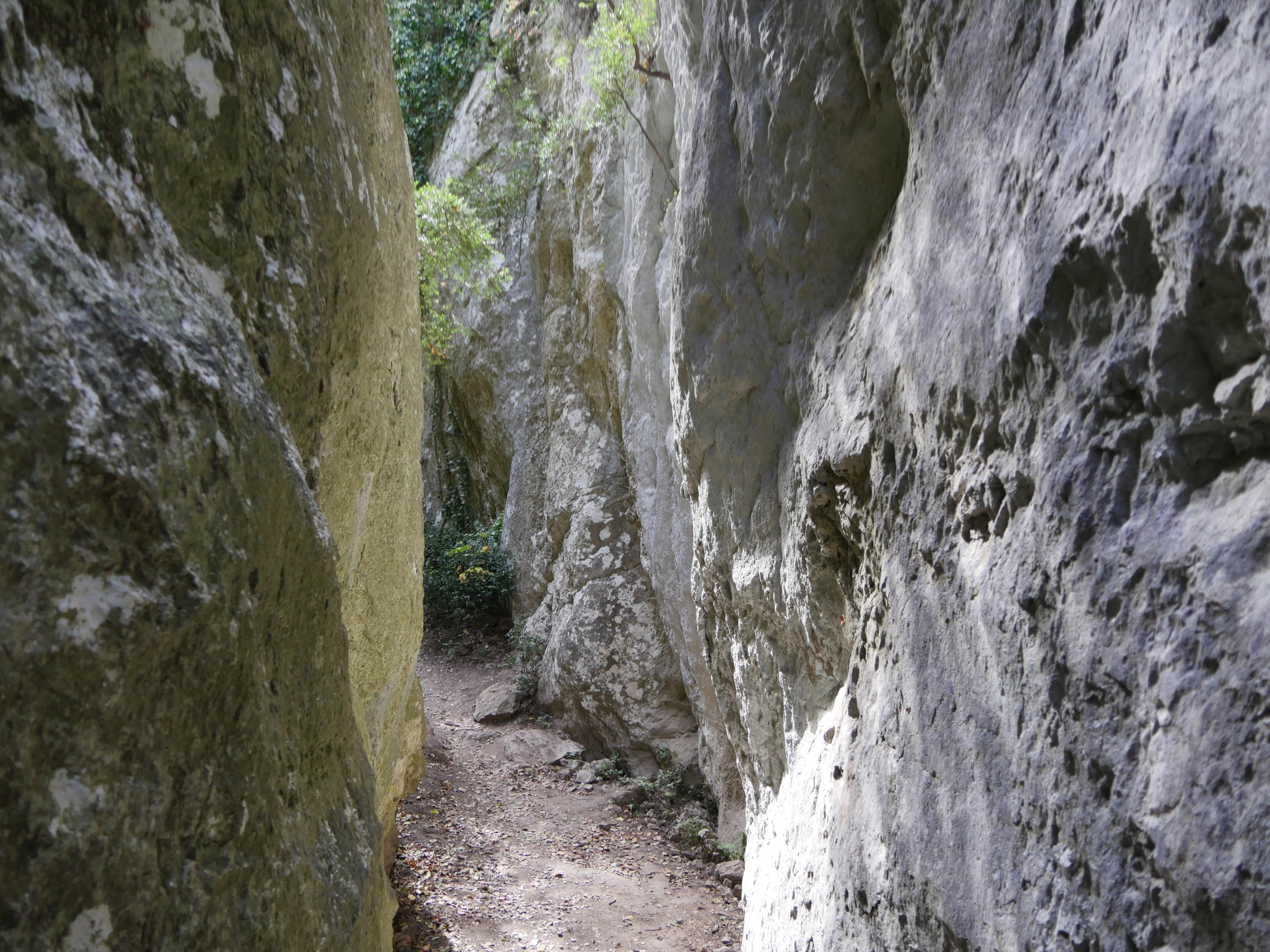
Gorges de Régalon

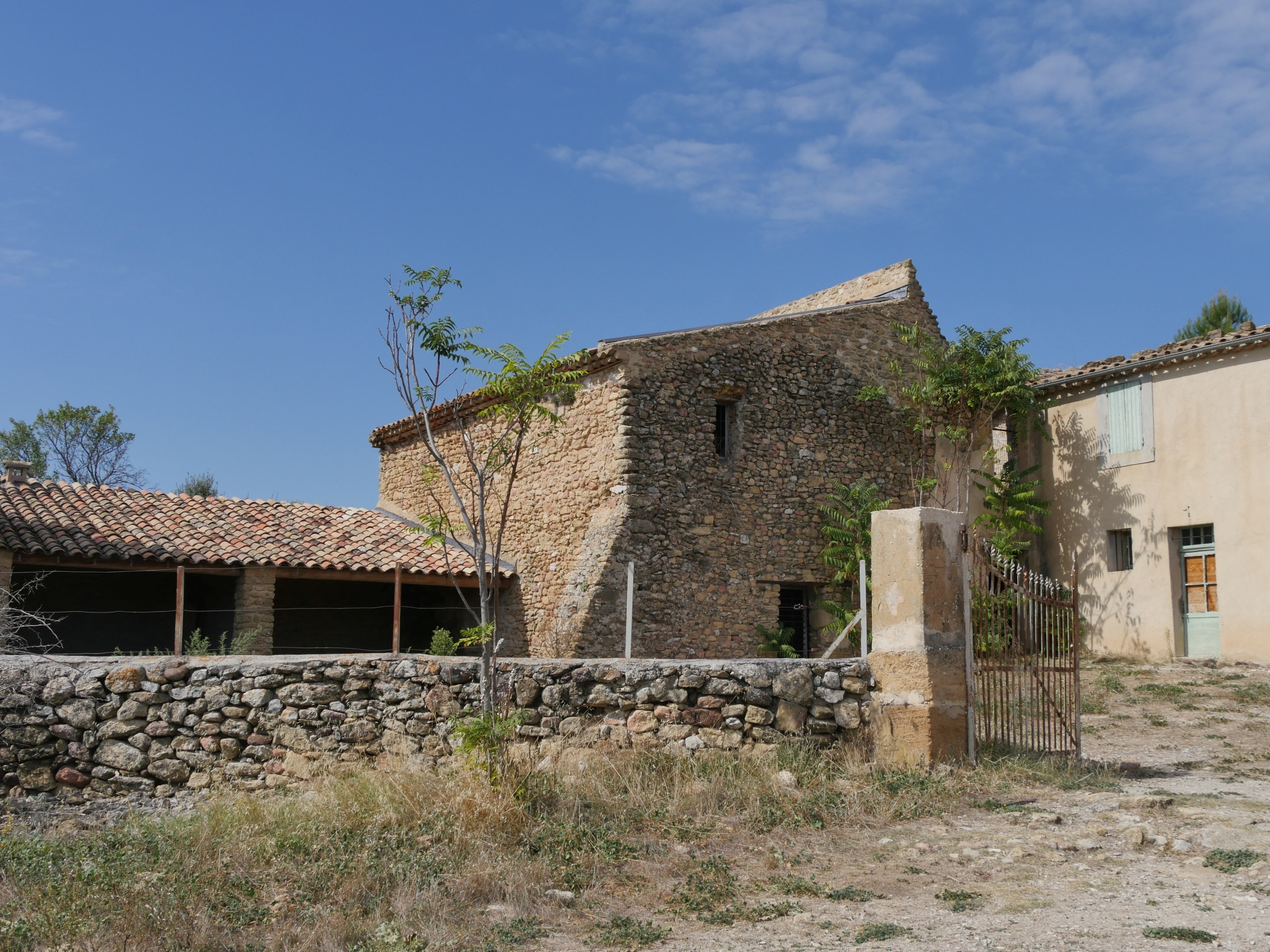
Ferme des Mayorques

Die Gorges de Régalon (Regalon-Schlucht) ist eine Schlucht im Süden des Petit Luberon westlich der Gemeinde Mérindol in Südfrankreich.

## Geographie
Die Régalon-Schlucht trennt die Karstfläche Crau des Mayorques im Westen von der Crau de Saint-Phalez im Osten. Die Schlucht liegt unweit nördlich der Département-Straße 973.

## Geologie
Der Bach Régalon hat sich in den umgebenden urgonischen Kalkstein eingegraben und die Schlucht gebildet.

## Besuch
Vom Parkplatz gelangt man über von Kiefern und Olivenbäumen gesäumte Wege zum Eingang, der auf einer Höhe von ca. 140 m liegt und kann dann bis zum oberen Ende der Schlucht auf ca. 250 m ansteigen. Von dort aus führen verschiedene Wege auf die Hochflächen, unter anderem auf die Crau des Mayorques mit der ehemaligen Ferme des Mayorques.
Es wird dringend geraten, die Schlucht nicht bei Regenwetter oder bei Regengefahr zu besuchen, da der Wasserspiegel abrupt ansteigen kann und zudem die Gefahr von Erdrutschen besteht. Die Erdrutschgefahr hat auch dazu geführt, dass der Zugang zur Schlucht immer wieder gesperrt werden musste, so zuletzt im Zeitraum von April 2014 bis September 2015.